# メトルカルブ
メトルカルブ（英: Metolcarb）は、かつて使用されていたカーバメート系殺虫剤である。日本の毒物及び劇物取締法では、2%を越える製剤は劇物に該当する。

## 歴史
日本農薬が開発した農薬で、1967年4月25日に農薬登録を受けた。水田のツマグロヨコバイ、ウンカに適用されたが、1997年9月28日に失効した。登録期間中の累計生産量は13040トンであった。商品名は単剤の「ツマサイド」、混合剤の「オスメート」「クミホップM」などがあった。